# Aphanogmus vitripennis
Aphanogmus vitripennis is een vliesvleugelig insect uit de familie van de Ceraphronidae. De wetenschappelijke naam van de soort is voor het eerst geldig gepubliceerd in 1852 door Ratzeburg.